# Florides (court métrage)
Pour les articles homonymes, voir Floride (homonymie).

Florides est un court métrage français de Margot Abascal sorti en 2013.

## Fiche technique
- Réalisation : Margot Abascal
- Producteurs : François Marquis, Gérald Leroux
- Musique du film : Bruno Leroux
- Image : Florence Levasseur
- Montage : Louise Narboni
- Mixage : Jacques Guillot
- Sociétés de production :  Les Productions Bagheera, Moviala Films
- Format :  couleur - Son Dolby Digital
- Pays d'origine :  France
- Durée : 25 minutes

## Synopsis
Une femme en costume d'hôtesse marche sur une route en bord de mer. Au cours de sa déambulation, elle fait plusieurs rencontres.

## Distribution
- Margot Abascal
- Marco Prince
- Frédéric Andrau
- Nathalie Krebs
- Klet Beyer
- Christiane Joguet
- Mélanie Leray
- Sandra Aliberti
- Hélène Darras
- Lorraine de Sagazan
- Jonathan Berkal
- Tiphanie Jeandel
- Emmanuel Pain

## Lieux de tournages et soutiens
Il a été tourné en Bretagne à Dinard, Saint Lunaire et Val André. Il est soutenu par la Région Bretagne, le  Centre national du cinéma et de l'image animée et France Télévisions.

## Distinction
Il a été sélectionné au Festival Côté court de Pantin.